# Hermann Eggerer
Hermann Eggerer (* 5. Oktober 1927 in München; † 25. März 2006) war ein deutscher Biochemiker.
Eggerer besuchte die Ludwigs-Oberrealschule in München (Abitur 1947) und studierte an der Ludwig-Maximilians-Universität München Chemie mit dem Diplom 1954 und wurde bei Feodor Lynen 1957 mit der Arbeit Zur Biogenese der Polyisoprenoide zum Dr. rer. nat. promoviert. Als Assistent von Lynen arbeitete er diesem in dessen Untersuchungen zu Biosynthese von Cholesterin zu. Als Post-Doktorand war er 1961 bei  Earl R. Stadtman und Thressa Stadtman an den National Institutes of Health in Bethesda (Maryland) und befasste sich dort mit der Synthese von Citryl-CoA. Nach der Rückkehr war er Akademischer Rat mit eigener Arbeitsgruppe am Institut von Feodor Lynen und habilitierte sich 1968. Er folgte 1969 einem Ruf als ordentlicher Professor für Biochemie an die Universität Regensburg. 1977 wurde er ordentlicher Professor für Physiologische Chemie an der TU München, wo er bis zur Emeritierung 1996 blieb.
Er ist bekannt für Arbeiten zur Stereochemie der Citrat-Synthase, einem Schlüssel-Enzym im Citratzyklus. Er klärte den Wirkmechanismus der Citrat- und Malat-Synthase. Schließlich wandte er sich der Aufklärung des nach den Arbeiten von John W. Cornforth letzten verbliebenen Problems bei der Stereochemie der Biosynthese von Cholesterin zu. Dabei arbeitete er mit der Gruppe von Cornforth zusammen (John W. Redmond) in  harter Konkurrenz zu der Gruppe von  Duilio Arigoni in Zürich. Eggerer reichte seine Ergebnisse 1968 ein, Cornforth wartete aber auf die Zürcher Gruppe, um die Ergebnisse Seite an Seite 1969 in Nature veröffentlichen zu lassen. Das führte bei Eggerer zu einer nachhaltigen Verstimmung. Er wandte sich wieder der Erforschung der Enzym-Wirkmechanismen zu wie der Citrat-Lyse von Klebsiella pneumoniae.
Im Jahr 1977 erhielt er den Carus-Preis der Leopoldina und die Otto-Wallach-Plakette.
Hermann Eggerer lebte in Planegg und war Alpinist und Skiläufer.

## Schriften
- Zum Mechanismus der biologischen Umwandlung von Citronensäure, I. Synthese von Citronensäure-α-monothioestern und von Citryl-Coenzym A. In: Liebigs Annalen der Chemie. Band 666, 1963, S. 192–201.
- Zum Mechanismus der biologischen Umwandlung von Citronensäure. V. Citrat-Synthase,  eine Hydrolase für  Malyl-Coenzym A. In: Biochem. Z.. Band 343, 1965, S. 111–138.
- mit A. Klette: Über das Katalyseprinzip der Malat-synthase. In: Eur. J. Biochem. Band 1, 1967, S. 447–475.
- mit W. Buckel: Intramolecular Nucleophilic Catalysis on the Hydrolysis of Citryl-CoA. In: Hoppe Seyler´s Z. Physiol. Chemie. Band 350, 1969, S. 1367–1376.
- mit J. W. Cornforth, J. W. Redmond, Wolfgang Buckel und Christine Gutschow: Asymmetric Methyl Groups: Asymmetric Methyl Groups, and the Mechanism of Malate Synthase. In: Nature. Band 221, 1969, S. 1212–1213.